# Russel Hall
Russel Hall (* 20. Februar 1890 in Plattsville, Ontario; † 1956) war ein kanadischer Curler. 
Hall spielte als Lead der kanadischen Ontario-Mannschaft bei den III. Olympischen Winterspielen 1932 in Lake Placid im Curling. Die Mannschaft gewann die olympische Silbermedaille. Da Curling damals noch eine Demonstrationssportart war, besitzt die Medaille keinen offiziellen Status.

## Erfolge
- 2. Platz Olympische Winterspiele 1932 (Demonstrationswettbewerb)